# Angraecopsis pobeguinii
Angraecopsis pobeguinii är en orkidéart som först beskrevs av Achille Eugène Finet, och fick sitt nu gällande namn av Joseph Marie Henry Alfred Perrier de la Bâthie. Angraecopsis pobeguinii ingår i släktet Angraecopsis och familjen orkidéer. Inga underarter finns listade i Catalogue of Life.